# Lâu đài Trứng

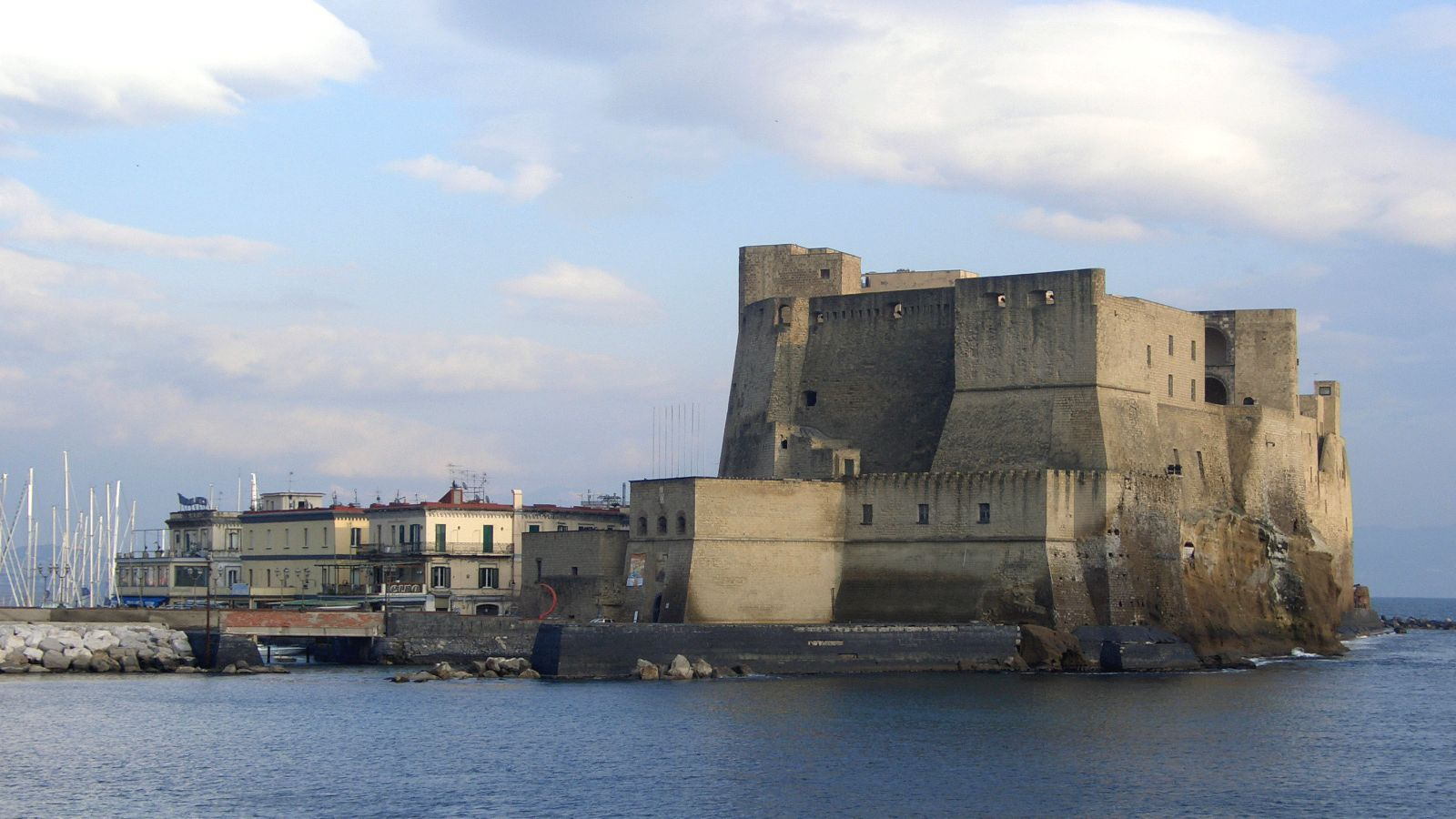
Lâu đài nhìn từ phía tây

Lâu đài Trứng (tiếng Ý: Castel dell'Ovo; tiếng Latinh: Castrum Ovi; tiếng Anh: Egg Castle) là một lâu đài bên bờ biển ở thành phố Napoli, trước đây là nơi tọa lạc của hòn đảo Megaride mà nay là một bán đảo, bên Vịnh Napoli của nước Ý. Tên của lâu đài bắt nguồn từ một truyền thuyết thời Trung Cổ về nhà thơ La Mã cổ đại Vergilius. Theo truyền thuyết, Vergilius đã đặt một quả trứng ma thuật vào nền móng để hỗ trợ công trình pháo đài này. Nó vẫn còn ở đó cùng với xương của ông, và nếu quả trứng này bị vỡ, lâu đài sẽ bị phá hủy và một loạt các sự kiện thảm khốc đối với Napoli sẽ xảy ra sau đó. Lâu đài nằm giữa các phường San Ferdinando và Chiaia, đối mặt với Mergellina bên kia biển.

## Lịch sử trong thời kỳ La Mã

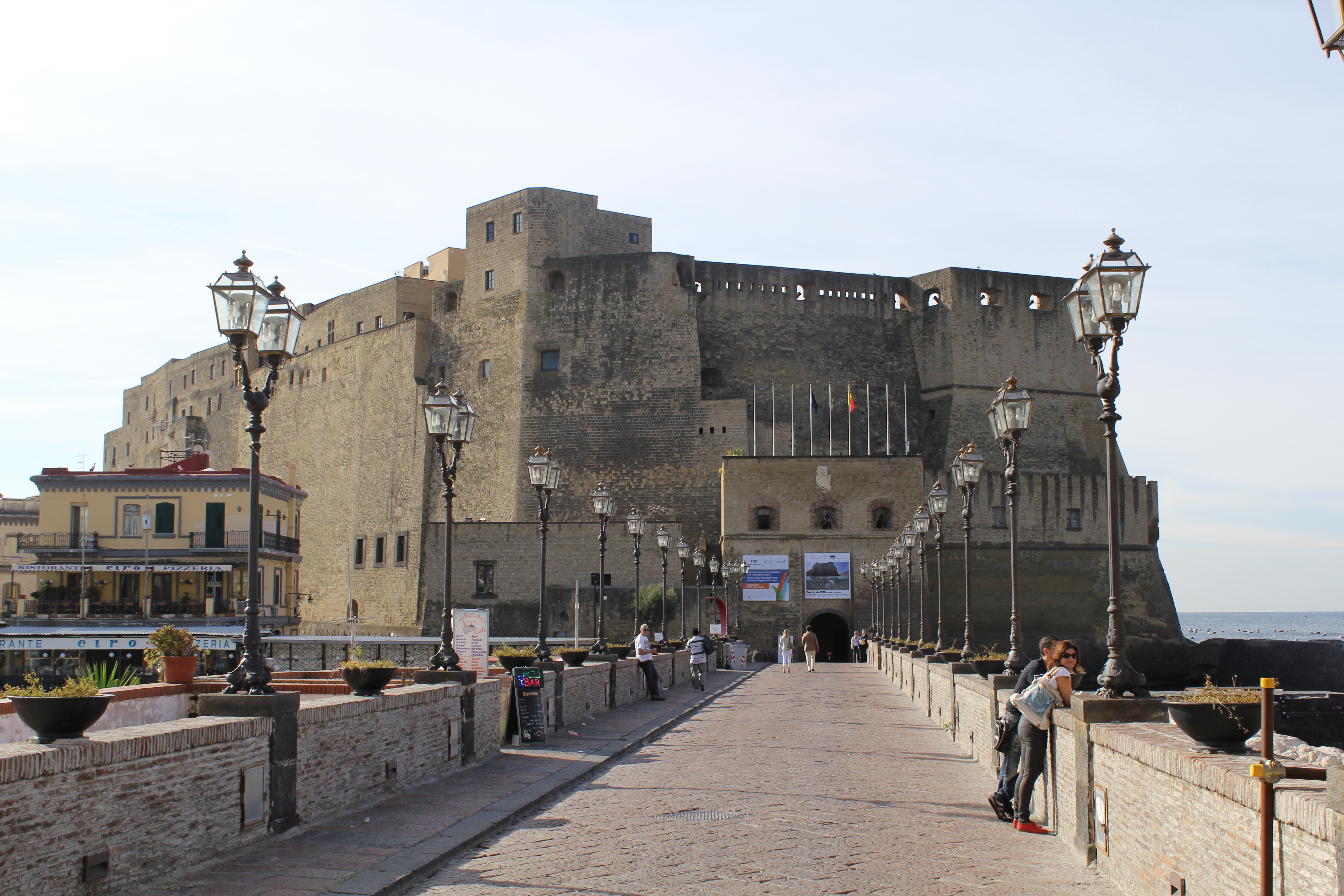
Lối vào Lâu đài Trứng từ phía bắc

Lâu đài Trứng là pháo đài lâu đời nhất ở Napoli. Hòn đảo Megaride là nơi thực dân Hy Lạp từ Cumae thành lập hạt nhân ban đầu của thành phố vào thế kỷ thứ 6 trước Công nguyên. Vị trí của nó mang lại cho nó một tầm nhìn tuyệt vời ra bờ biển Napoli và khu vực xung quanh.
Vào thế kỷ 1 trước Công nguyên, nhà chính khách La Mã Lucius Licinius Lucullus đã xây dựng một phần của biệt thự tráng lệ, sau này được gọi là Castellum Lucullanum, trên địa điểm này.
Được xây dựng bởi Valentinianus III vào giữa thế kỷ thứ 5, đây là địa điểm mà vị hoàng đế La Mã cuối cùng của Tây La Mã, Romulus Augustulus, đã bị lưu đày vào năm 476. Eugippius thành lập một tu viện trên địa điểm này sau năm 492.

## Lịch sử từ thời Norman đến các cuộc chinh phục của Napoléon

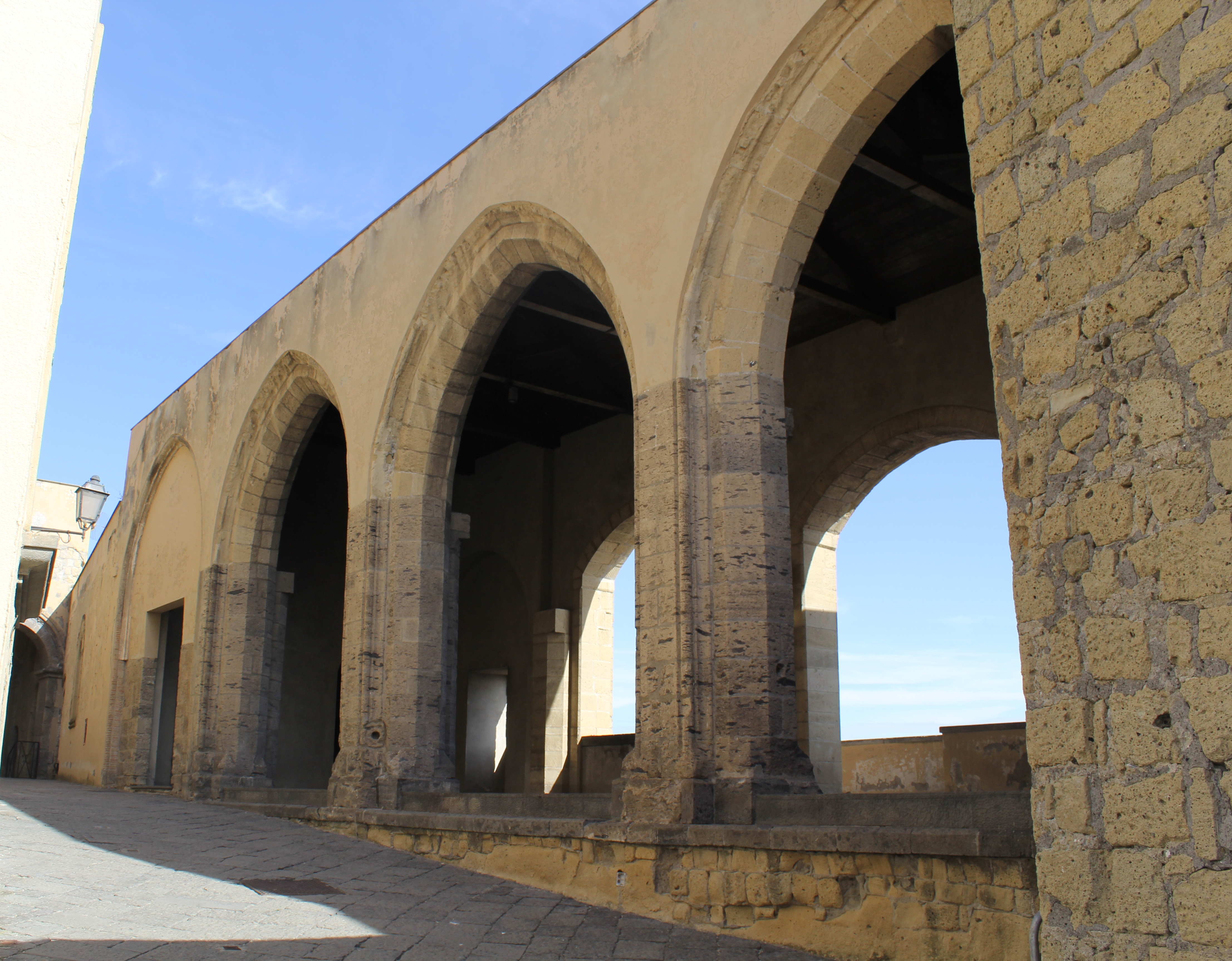
Bên trong lâu đài

Phần còn lại của các cấu trúc thời La Mã và các công trình sau này đã bị phá hủy bởi cư dân địa phương vào thế kỷ thứ 9 để ngăn chặn việc nơi đây bị sử dụng bởi quân cướp phá Saracen. Lâu đài đầu tiên trên địa bàn được xây dựng bởi người Norman vào thế kỷ 12. Ruggero II vua Sicilia người Norman đã chinh phục Napoli năm 1140, biến Lâu đài Trứng làm nơi đặt ngai vàng của mình. Tầm quan trọng của Lâu đài Trứng bắt đầu suy giảm khi vua Charles I nhà Angevin xây dựng Lâu đài Mới (Castel Nuovo) và chuyển triều đình của mình đến đó. Lâu đài Trứng bấy giờ trở thành trụ sở của Ngân khố Hoàng gia. Nó cũng được sử dụng như một nhà tù. Năm 1191, Hoàng hậu Constanza của Đế quốc La Mã Thần thánh, con gái của Ruggero, bị bắt trong cuộc đấu tranh với cháu trai Tancredi, vua của Sicilia để giành lấy vương miện của Sicilia, và Thủ hiến Sicilia Matthew d'Ajello đã viết thư cho Tancredi thuyết phục ông nhốt bà vào trong hòn đảo Lâu đài Trứng để được bảo vệ tốt hơn và tách biệt khỏi mọi người, và viết thư cho nhà quý tộc Aligerno Cottone phụ trách việc bảo vệ Napoli ra lệnh cho anh ta "ut imperatricem in Castro Salvatoris ad mare benè custodiat" (canh chừng nữ hoàng đúng cách trong "Lâu đài của Đấng Cứu Thế "(tức là Lâu đài Trứng) trên biển). Tuy nhiên, Constanze đã được trả tự do vào năm tiếp theo và cuối cùng đã trở thành Nữ vương của Sicilia. Năm 1268, Vua Conradin bị giam tại đây trước khi bị xét xử và hành quyết. Cũng bị giam giữ ở đây còn có con của Manfred, Vua của Sicilia sau khi bị thất bại. Năm 1381, Nữ vương Giovanna I của Napoli cũng bị giam ở đây một thời gian sau khi buộc phải đầu hàng kẻ thù của mình là Charles thành Durrës, Charles III tương lai của Napoli, trước khi bà bị ám sát.
Phiên bản công trình của lâu đài hiện nay bắt đầu từ thời thống trị của người Aragon (thế kỷ 15). Nó đã bị pháo kích của Pháp và Tây Ban Nha trong các cuộc Chiến tranh Ý; tại Cộng hòa Napoli năm 1799, những khẩu súng của nó đã được quân nổi dậy sử dụng để ngăn chặn những người dân phe bảo hoàng ủng hộ nhà Bourbon của thành phố.
Sau một thời gian dài mục nát, địa điểm này đã có diện mạo như hiện tại trong một dự án cải tạo mở rộng bắt đầu vào năm 1975.

## Hiện tại

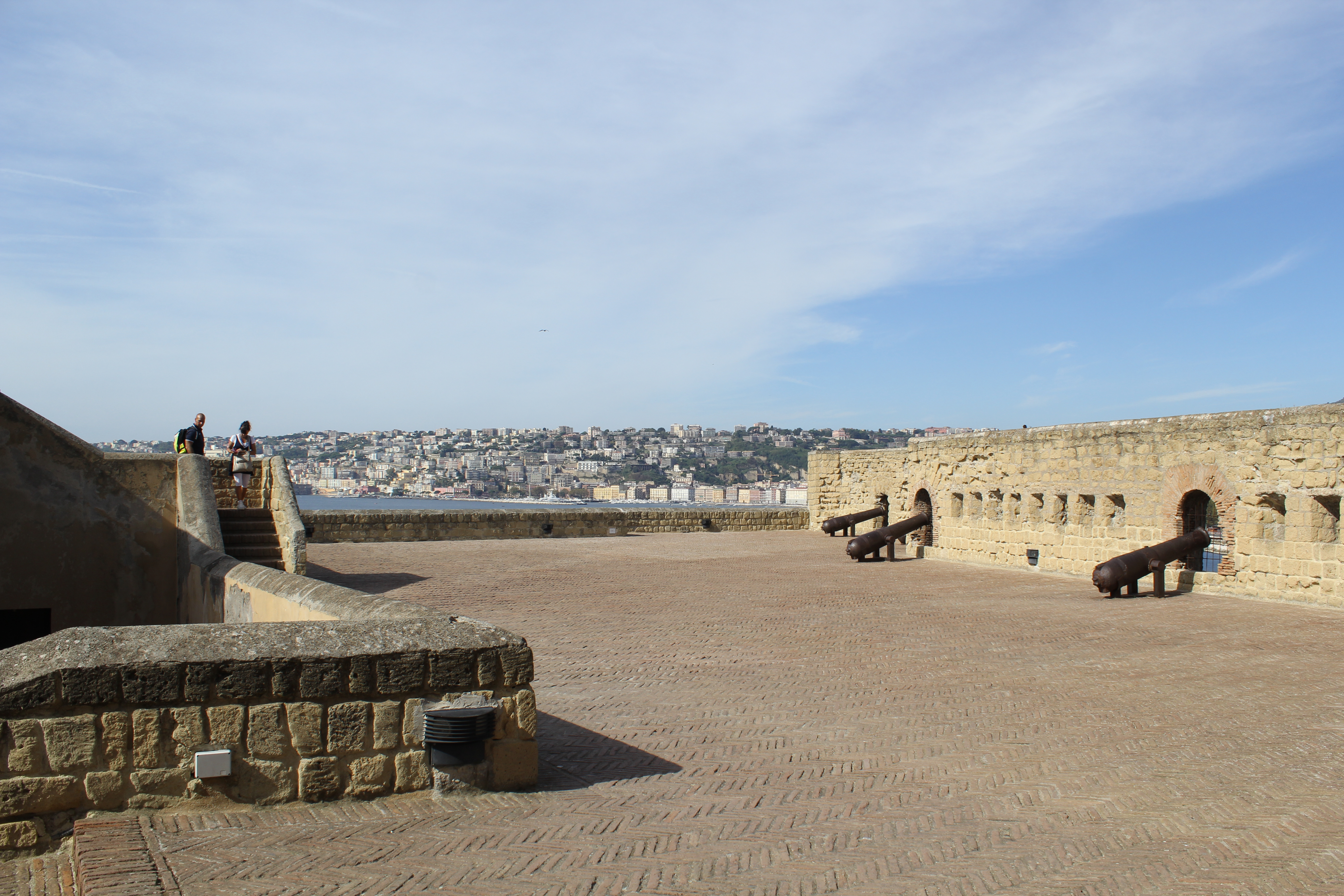
Pháo trên đỉnh lâu đài

Vào thế kỷ 19, một làng chài nhỏ có tên là Borgo Marinaro, vẫn còn tồn tại, được phát triển xung quanh bức tường phía đông của lâu đài. Hiện nó được biết đến với bến du thuyền và các nhà hàng. Lâu đài có mặt bằng hình chữ nhật, rộng nhất khoảng 200 x 45 mét, với một pháo đài cao nhìn ra đường đắp cao nối nó với bờ biển; con đường đắp cao dài hơn 100 mét và là địa điểm phổ biến để các cặp đôi mới cưới chụp ảnh cưới. Bên trong các bức tường của lâu đài là một số tòa nhà thường được sử dụng để triển lãm và các sự kiện đặc biệt khác. Phía sau lâu đài có một mỏm đất dài từng được sử dụng làm bến tàu. Một tháp tròn lớn đứng bên ngoài các bức tường thành ở phía đông nam.
Các nhà khảo cổ học dưới nước đã phát hiện ra những dấu tích dường như là một bến cảng 2500 năm tuổi gắn liền với nguồn gốc của khu định cư đầu tiên của Hy Lạp Parthenope (tiền thân của thành phố cổ đại Neapolis, nay là Napoli) ở vùng biển bên cạnh lâu đài. Bốn đường hầm, một con đường rộng 10 thước thể hiện rãnh phù hợp với lưu lượng xe đẩy, và một đường hào có khả năng được xây dựng như một công trình phòng thủ cho binh lính đã được phát hiện chìm ngay cạnh lâu đài. Khám phá được công bố vào tháng 3 năm 2018, sau khi xác định được cảng ban đầu của Neapolis vào tháng 9 năm 2017.